# Salete
Salete est une ville brésilienne de l'État de Santa Catarina.

## Généralités
La ville se situe dans une vallée montagneuse, au relief accidenté, parcourue par de nombreuses rivières formant le rio Itajaí do Oeste. Sa végétation est caractéristique de la forêt native de la région, la forêt atlantique.
La plupart de ses habitants sont d'origine allemande, italienne et polonaise.

## Géographie
Salete se situe par une latitude de 26° 58′ 48″ sud et par une longitude de 49° 59′ 59″ ouest, à une altitude de 500 mètres.
Sa population était de 7 659 habitants au recensement de 2020. La municipalité s'étend sur 178 km2.
Elle fait partie de la microrégion de Rio do Sul, dans la mésorégion de la Vallée du rio Itajaí.

## Économie
Les principales activités agricoles de la municipalité sont la culture du tabac, la production de lait, l'élevage de volailles et de porcs, ainsi que la production de céréales pour la consommation locale.
Parmi les activités industrielles, on peut citer, l'industrie du bois, la métallurgie et la confection.

## Tourisme
Sur le plan touristique, on peut remarquer le morro da Salete, le sanctuaire Nossa Senhora de Fátima (dans une grotte) ainsi que diverses chutes d'eau (Santa Margarida, Rio América, Braço do Torete, Barra Grande parmi d'autres).

## Histoire
Salete commença à être peuplée vers 1925, par des immigrants italiens et allemands venus des villes voisines en quête de nouvelles terres à cultiver. Sous le nom de Ribeirão Grande, la localité était rattachée à Taió jusqu'en 1961, quand elle acquit son indépendance. Son nom est un hommage à Nossa Senhora da Salete (« Notre-Dame de Salete » en français), dont l'image fut placée dans un séminaire construit par les religieux sur le morro da Salete, en 1937. Il s'agit d'un groupe de statues de grande taille, amenées par le père suisse Eduardo Summermater, surmontant le seminário do Morro. Il constitue aujourd'hui le principal sanctuaire du diocèse de Rio do Sul.

## Villes voisines
Salete est voisine des municipalités (municípios) suivantes :
- Witmarsum
- Taió
- Rio do Campo
- Vitor Meireles